# 울릉도 (행정)
울릉도(鬱陵島)는 지리적 명칭(섬)인 울릉도와 구별되는 지방 행정구역 단위로서의 명칭이다. 과거 울릉도 행정구역의 하나로, 2022년 현재 울릉군(鬱陵郡) 지역을 관할하였다. 일제강점기 때인 1915년에 도제(島制)를 실시하면서 제주도와 함께 설치되었으며, 해방 이후인 1949년에 군제(郡制, 울릉군)로 환원되면서 폐지되었다.

## 연혁
일제강점기
- 1915년 5월 1일, 경상북도 울도군(鬱島郡)을 폐지하고 경상북도 울릉도(鬱陵島)를 설치[1][2]

군청(郡廳)을 도청(島廳)으로, 군수(郡守)를 도사(島司)로 개칭하였음
- 1918년, 도청(島廳) 청사 신축 이전[3]

대한민국
- 1949년 8월 15일, 울릉도를 폐지하고 울릉군(鬱陵郡)을 설치

## 울릉도사
도사(島司)는 울릉도의 행정과 치안을 책임지는 최고 관리였다. 일제강점기 때 임명된 도사는 모두 울릉도 경찰서장을 겸직하였으며, 특히 제4대 도사부터는 모두 경찰 출신이 임명되었다.

### 역대 도사
일제강점기
- 1대, 1915년 5월 1일 ~ 1920년 2월 : 다곡영치랑(茶谷榮治郞)
- 2대, 1920년 2월 ~ 1921년 1월 : 단우태일랑(丹羽太一郞)
- 3대, 1921년 1월 ~ 1923년 3월 : 중도암(中島巖)
- 4대, 1923년 3월 ~ 1928년 3월 : 진야경상(眞野景象)
- 5대, 1928년 4월 ~ 1929년 12월 : 신전방(信田芳)
- 6대, 1929년 12월 ~ 1931년 12월 : 소야영용(小野英勇)
- 7대, 1931년 12월 ~ 1933년 8월 : 소택정장(小宅貞藏)
- 8대, 1933년 8월 ~ 1937년 1월 : 여좌풍차랑(余座豊次郞)
- 9대, 1937년 1월 ~ 1941년 2월 : 소도효(小嶋孝)
- 10대, 1941년 2월 ~ 1944년 6월 : 조마십일(早馬十一)
- 11대, 1944년 6월 ~ ? : 대죽작차랑(大竹作次郞)

미군정 및 대한민국 시기
- 12대(초대 울릉군수), 1945년 12월 13일 ~ 1948년 4월 6일 : 서이환(徐二煥, 1894년 ~ ?)
- 13대(2대 울릉군수), 1948년 4월 6일 ~ 1949년 1월 8일 : 허필(許苾)
- 14대(3대 울릉군수), 1949년 1월 9일 ~ 1949년 8월 15일[4] : 홍성국

## 공공기관
- 울릉도청
- 울릉도경찰서
- 대구지방법원출장소
- 태하순사주재소
- 울릉도우편소
- 울릉도학교조합
- 울릉도공립보통학교(조선인)
- 울릉도심상고등소학교(일본인)

## 같이 보기
- 울도군
- 울릉군
- 울릉도